# Рамсово
Рамсово (пол. Ramsowo, нім. Groß Ramsau) — село в Польщі, у гміні Барчево Ольштинського повіту Вармінсько-Мазурського воєводства.
Населення — 671 особа (2011).
У 1975-1998 роках село належало до Ольштинського воєводства.

## Демографія
Демографічна структура станом на 31 березня 2011 року:
|          | Загалом | Допрацездатний вік | Працездатний вік | Постпрацездатний вік |
| -------- | ------- | ------------------ | ---------------- | -------------------- |
| Чоловіки | 353     | 56                 | 281              | 16                   |
| Жінки    | 318     | 66                 | 204              | 48                   |
| Разом    | 671     | 122                | 485              | 64                   |